# Гито, Франсуа де Комменж
Франсуа де Комменж (фр. François de Comminges; ок. 1580 — 12 марта 1663, Лувр), сеньор де Гито — французский государственный деятель.

## Биография
Третий сын Пьера де Комменжа, конюшего, сеньора де Гито, Легий и Меш, наместника Бруажа и Сентонжских островов, и Жоакины де Брёй.
Королевский советник, капитан гвардии королевы Анны Австрийской (май 1643). Был приближен к грандам королевства и демонстрировал абсолютную преданность королевской семье. По приказу королевы арестовал герцога Бофора в 1643 и принца Конде в 1650. 3 марта 1650 был назначен губернатором и генеральным наместником города, замка и области Сомюра, которые предстояло отвоевать у фрондеров.
31 декабря 1661 пожалован Людовиком XIV в рыцари орденов короля.
Был холост; состоял в любовной связи с герцогиней де Роган. Был разбит апоплексическим ударом, умер в Лувре в возрасте 82 лет и погребен в церкви францисканцев в Париже.

## В художественной литературе
Гито является одним из действующих лиц романа Александра Дюма «Двадцать лет спустя» и пьесы «Молодость Людовика XIV».